# Académie cinématographique ukrainienne
L'Académie cinématographique ukrainienne (ukrainien : Українська кіноакадемія) est une association ukrainienne d'experts et de professionnels dans le domaine du cinéma et de la production cinématographique, fondée en 2017 pour soutenir et développer le cinéma ukrainien moderne. Depuis 2017, l'Académie du cinéma ukrainien organise le prestigieux événement annuel "Dzyga d'or".

## Fondateurs
L'initiateur, le créateur et le directeur de l'académie et de son prix était le Festival international du film d'Odessa (OIFF). En 2017, lors de la création de l'Académie du cinéma, tous les postes de direction de l'Académie du cinéma ont été assumés par les responsables de l'OIFF: Anna Machukh, directrice du Marché du film de l'OIFF, est devenue la directrice exécutive de l'Académie du cinéma ukrainien, la directrice de l'OIFF PR Kateryna Zvezdina est devenue le directeur des relations publiques, OIFF Viktoriya Tigipko (en) - présidente du principal organe directeur de la Film Academy - le conseil de surveillance. Depuis 2018, le directeur des relations publiques de l'académie du cinéma est la directrice des relations publiques de l'OIFF - Tetyana Vlasova, et depuis 2019 la coordinatrice de l'académie du cinéma - Yaroslava Kiyashko.

## Histoire
«Il est temps pour notre pays d’avoir son propre Oscar. L'industrie renaît, nous voulons promouvoir nos acteurs, réalisateurs, producteurs - tous ceux qui travaillent dans ce domaine complexe. Il est important d'attirer l'attention du public sur cet événement. " Viktoriya Tigipko, président de l'Académie du cinéma ukrainien et du Festival international du film d'Odessa 
.
L'Académie du cinéma ukrainien a été créée en tant qu'organisation publique à but non lucratif le 8 février 2017 , ce qui a été annoncé le 20 février de la même année lors d'une conférence de presse tenue par les fondateurs, sponsors et partenaires de l'Académie à l'occasion du First National Film Award,. La création de l'Académie du cinéma a été initiée par le Festival international du film d'Odessa avec le soutien de l'Agence d'État ukrainienne pour le cinéma et de la société par actions "TASKOMBANK". Anna Machukh, a été nommée directrice exécutive de l'Académie du cinéma ukrainien et du National Film Award. Le 20 avril a eu lieu la cérémonie de remise des prix du premier prix national du film "Dzyga d'or".

## But et activités
L'académie ukrainienne du cinéma a été créée dans le but de vulgariser le cinéma ukrainien en Ukraine et à l'étranger, et de fournir un soutien global au développement du cinéma national via:
- l'organisation et tenue d'événements au cours desquels des experts de l'industrie cinématographique détermineront objectivement les meilleures réalisations et personnalités du cinéma national. L'un de ces événements est la cérémonie annuelle de remise du Prix national du film " Dzyga d'or " pour ses réalisations exceptionnelles dans le cinéma ukrainien.

- l'organisation d'événements pour familiariser les cinéphiles avec la dernière cinématographie ukrainienne.

- le soutien financier aux programmes de films éducatifs.

## Adhésion à l'académie du cinéma
L'adhésion à l'académie du cinéma, selon sa charte, est basée sur le principe du volontariat et est individuelle. L'académie peut inclure toute personne répondant aux exigences de l'une des trois catégories suivantes :
- Les représentants de l'industrie cinématographique qui, depuis 1991, ont participé en tant qu'auteurs (acteurs, scénaristes, réalisateurs, cadreurs, concepteurs de production ou compositeurs) ou producteurs à la création d'un ou plusieurs longs métrages ou trois ou plusieurs courts documentaires et / ou des films d'animation.

- Des personnalités de la culture, de l'art et du cinéma qui ont apporté une contribution significative au développement et à la promotion du cinéma ukrainien (parmi lesquelles des distributeurs, des critiques de cinéma et des responsables de festivals internationaux de cinéma).

- Patrons et sponsors du cinéma national.

Les demandes d'adhésion à l'académie du cinéma ont été acceptées du 20 février au 19 mars 2017. Selon les résultats, sur 343 candidatures, 242 réalisateurs ukrainiens ont obtenu le statut de membre de l'académie ukrainienne du cinéma. La deuxième acceptation des demandes d'adhésion à l'académie du cinéma a duré du 27 avril 2017 au 15 janvier 2018.
En 2019, l'Académie se compose de 355 professionnels du cinéma ukrainiens,.

## Organes de direction de l'Académie
- L' Assemblée générale des membres est l'organe directeur suprême de l'académie du cinéma, à laquelle tous les membres actuels de l'académie du cinéma ont le droit de participer.

- Le directeur exécutif gère le travail quotidien de l'organisation. Il est élu par le conseil de surveillance de l'académie du cinéma pour un mandat de trois ans.

- Le Conseil de Surveillance est l'organe directeur de l'académie du cinéma, qui contrôle les travaux du directeur exécutif de la société de gestion. Il se compose de cinq personnes qui ne peuvent pas être membres de l'académie du cinéma, dont trois sont permanents et sont élus pour un mandat de 20 ans. Il est dirigé par le président du conseil de surveillance, élu parmi les membres du conseil de surveillance pour une durée de 20 ans. Viktoriya Tigipko a été élu premier président du conseil de surveillance de l'académie ukrainienne du cinéma début avril 2017[1].

L'organe consultatif de l'académie du cinéma est le conseil d'administration, qui se compose de 15 membres , 12 sont élus par l'assemblée générale de l'académie du cinéma et trois sont nommés par le conseil de surveillance de l'académie du cinéma. Le conseil d'administration de l'Académie nationale du cinéma ukrainien est dirigé par le président du conseil d'administration, qui est élu par décision du conseil d'administration parmi les membres approuvés du conseil d'administration. Le premier président du conseil d'administration de l'académie ukrainienne du cinéma au début d'avril 2017 était le célèbre réalisateur et acteur ukrainien Mikhailo Illienko, qui a occupé ce poste jusqu'en novembre 2018. Actuellement, le président du conseil d'administration de l'académie ukrainienne du cinéma est le critique de cinéma ukrainien Volodymyr Voitenko.

### Conseil d'administration de l'académie ukrainienne du cinéma
Composition du conseil d'administration de l'académie ukrainienne du cinéma (à partir d'octobre 2018) ,:
- Volodymyr Voitenko, critique — Président
- Sergey Bordenyuk, cinéaste
- Lyudmila Gordeladze, actrice
- Ivanna Dyadyura, productrice
- Denis Ivanov (en), producteur
- Mikhailo Illienko, réalisateur
- Sergey Lavrenyuk, producteur
- Yuri Minzyanov, producteur
- Yegor Olesov, producteur
- Andriy Rizol, producteur
- Vlad Ryashin, producteur
- Igor Savichenko, producteur
- Akhtem Seitablayev, réalisateur, acteur
- Valeria Sochivets, producteur
- Marina Stepanska, réalisatrice

## Logo de l'Académie du cinéma
Le concept du logo de l'Académie du cinéma ukrainien a été développé par l'équipe marketing "Quadrate 28". Lors de l'élaboration du logo, il était basé sur l'image du symbole de l'académie du cinéma - le « Dzyga d'or », incarné par le célèbre artiste ukrainien Nazar Bilyk.

## Voir également
- Cinéma ukrainien
- Dzyga d'or